# ペスよおをふれ
『ペスよおをふれ』は、山田えいじによる少女漫画作品。および同作品を原作としたラジオドラマ。

## 概要
講談社の漫画雑誌『なかよし』において、1957年（昭和32年）8月号から 1959年（昭和34年）12月号まで連載。ただし、1957年10月号からは付録として発行され、本誌に掲載されていない。
総ページ数は3300ページを超えるが、当時の「講談社の特選漫画文庫」で1958年6月から1959年4月にかけて発行された単行本（コミック）は全8巻900ページ弱で、1958年7月号の「退院した父が主人公のユリを迎えに行く場面」で終わっており、残りの2400ページ以上が単行本になっていない。

### ラジオドラマ版
1958年（昭和33年）8月から1959年9月までラジオ東京（現・TBSラジオ）で松島トモ子主演で放送された。番組名は「ペスよ尾をふれ」。月曜日から金曜日の午後5時20分(翌春5時30分)に始まる15分の帯番組、放送開始の前週まで松島トモ子主演の「とも子捕物控」が放送されていた。ラジオ東京のほか朝日放送・山陽放送・北海道放送でも放送された。

## あらすじ
小学生の松本ユリは白い子犬を拾いペスと名づける。

## 登場人物

### メインキャラクター
松本 ユリ
主人公。物語の終盤で復学の際に小学4年生と明記されている。初期の服装はイチョウ模様の赤いワンピースにレースのサロンエプロン、髪型はリボンで結んで一つにまとめ、毛先が常に上を向いている。
ペス
外見はスピッツの白い犬。とても賢いうえに大型犬と戦っても勝つほど強い。さらに勇敢でナイフや銃弾によって何度か傷を負っている。旅の途中で一度ユリと離れるが、ユリの危機に現れて以降は共に行動する。

### サブキャラクター
メリー（単行本未登場）
ペスの母親。裕福な家庭の飼い犬だったが人手に渡り、ペスを産んだ後に家を出されて死んでしまう。
小林 健二
ユリ達の友人。密輸団に捕らえられたユリを助ける。
松本 六兵
ユリの祖父。山形県上田村に住む。父の入院後にユリを引き取る。死ぬ間際におばの存在を教える。
前田 伸三
山形県神田町のサーカスの団長。ユリとペスを入団させる。
大山 幹男
上田村の有力者の息子。ユリを取り戻す為に愛犬ゴンとサーカス団に乗り込む。
山口 加代子
山形県新庄町の少女。祖父に死なれたユリを家に住まわせ妹のように可愛がる。東京の音楽学校に行った後、ユリはおばの所へ向かう。
公平
ユリが九州の山中で会った脱獄犯。姓は不明。数回登場し最後は坂本警官に自首する。
工場長
父の勤務先の責任者。退院した父を温かく迎え、お金と休暇を与えてユリを迎えに行かせる。（単行本の最終場面）
吉田 和枝（単行本未登場）
ユリのおば。家族と疎遠で、祖父も父も茨城県土浦市から福岡県赤池町に引っ越していた事を知らなかった。ユリの行方を追って父がおばの元に着いた時には北海道にまた引っ越す寸前だった。父はユリに会えぬまま東京へ戻る。
村上夫妻（単行本未登場）
洪水で濁流に呑まれペスと離ればなれになったユリを救った夫婦。夫婦と別れ赤池町に着いた時おばは既に引っ越していた。ユリは一人で東に向かう。
ユリの母
海難事故に遭遇する、直後に錯乱した父は強制入院させられた。（母の親族について説明はないがリメイク作の「ユリのねがい」では全員が海外在住となっている。）ユリは山口県岩国市で所持金が尽きて絶望と空腹から死を思うが母から貰ったお守りに公平の忍ばせた千円札を見つけ母の言葉を思いだして生きる希望を持つ。
密輸団
ユリがアジトから持ち出したこけしを追っている。こけしには密輸品の隠し場所を書いた紙が入っている。
松田 しげ（単行本未登場）
広島県廿日市町の別荘の留守番人。桜満開の錦帯橋を通りすぎたユリがしげの子と遊んだ事で知り合いユリを居候させた。ユリは広島市で加代子と束の間の再会をした後に別荘で密輸団に拉致されるがペスに助けられる。ユリとペスは親切な長距離トラックの運転手に姫路市まで乗せてもらう。
あや子（単行本未登場）
別荘の主人のめいでユリより年上。両親が自殺しておじに引き取られた。ひねくれている。
青木 重雄（単行本未登場）
兵庫県姫路市の紳士。ユリの面倒を別荘の主人の木村に申し入れたがユリが居なくなった木村はめいのあや子を代わりに送った。ユリが後から来ると二人とも世話をする。
栗田 みゆき（単行本未登場）
あや子の同級生でユリに教科書とノートを与えて励ました。
進藤兄弟（単行本未登場）
兵庫県西宮市の兄弟。ユリは明石市での事件を終えて旅を続け西宮市甲山で熱を出して倒れた。木賃宿に運ばれると居合わせた行者夫婦はユリを売ろうと連れ出した。子供ながら悪人と気づいた進藤兄弟はユリを助けて自宅に連れて行く。
田沢 ミコ
ユリの姉ルリ子の親友。ユリの父に父親がお金を貸さない事に怒っていた、ルリ子同様に海難事故に遭って入院するが結局は死亡する。
ミコの父
妻子を亡くし西宮市で花づくりをしていた。ユリの扱いに困った進藤親子から事情を聞いてユリを保護し、正式な養女にしようと東京に行きユリの父が退院後に失踪している事を知る。ユリを復学させるが温室を破壊され正田先生にユリを託して西宮市を去る。
谷崎 美鈴（単行本未登場）
ユリの復学した学校の同級生。ユリを目の敵にする。父親は正田先生を辞めさせようとした。
正田先生（単行本未登場）
ユリの復学した学校の担任。ユリに気をかけてくれた優しい先生、ミコの父からユリを託されて親友に任せた。西宮駅から上野駅まで同行し北海道に送り出した。
島原 三枝子（単行本未登場）
正田先生の親友で北海道室蘭市に住む。夫に死なれて裕福な実家に戻り老父と住んでいた。ユリを娘のように可愛がりユリは夢のような生活を送る。ユリは初雪の日に門に置かれたこけしから父が自分に会わずに立ち去った直後なのに気づき家を飛び出した。

## 書誌情報
「講談社の特選漫画文庫」絶版
1. 初版発行日 1958年6月20日
2. 初版発行日 1958年6月20日　 1,2巻同日発売
3. 初版発行日 1958年7月25日
4. 初版発行日 1958年9月20日
5. 初版発行日 1958年10月20日
6. 初版発行日 1958年12月20日
7. 初版発行日 1959年2月20日
8. 初版発行日 1959年4月25日

小学館クリエイティブ　完全復刻版　ペスよおをふれ 初版発行日 2007年3月10日
<「講談社の特選漫画文庫」1巻-3巻の合本>  ISBN 978-4778030322　※ この電子書籍版がebookjapanから。